# Сёренсен, Ким
Ким Сёренсен (норв. Kim Sørensen; род. 12 ноября 1976 года, Норвегия) — норвежский актёр театра и кино. Ким пошёл по стопам своего отца Рейдара Сёренсена, который тоже актер.

## Биография
Ким Сёренсен окончил Национальный академический театр в 2001 году. Принимал участие в различных спектаклях в таких норвежских театрах, как «Национальная сцена», «Новый театр Осло», «Норвежский национальный театр» и др. 2006 год был наиболее успешным в театральной карьере Кима. Наряду с театром, Ким Сёренсен снимается в кино.

## Фильмография
| Год  | Название                                     | Персонаж                              |
| ---- | -------------------------------------------- | ------------------------------------- |
| 1996 | На шельфе (сериал)                           | Трулс Хартёфсен                       |
| 1998 | Краснокожий                                  | Себ                                   |
| 2003 | Солнечный удар (короткометражка)             |                                       |
| 2003 | Sejer — Elskede Poona                        | Гёран Сетер                           |
| 2004 | Цвет молока                                  | Рикард                                |
| 2006 | Уро                                          | Андерс                                |
| 2007 | Под кодовым названием «Хантер» (мини-сериал) | Руди Мейер                            |
| 2007 | 5 лжецов                                     | Улрик                                 |
| 2008 | Летний дом                                   | Бьорн-Торе                            |
| 2011 | Закариассен должен умереть (короткометражка) | Тёллефсен                             |
| 2011 | Мальчик, который не умел плавать             | человек в поезде (в титрах не указан) |
| 2012 | Варг Веум — Холодные сердца                  | Мальтус                               |
| 2014 | Эскалатор (короткометражка)                  |                                       |
| 2014 | Очевидец (мини-сериал)                       | Олле                                  |
| 2017 | Kings Bay                                    | Робин Торгерсен                       |